# Zebrasoma
Zebrasoma è un genere di pesci d'acqua salata appartenenti alla famiglia Acanthuridae.

## Distribuzione e habitat
Tutte le specie di Zebrasoma sono diffuse nelle barriere coralline dell'Indo-Pacifico, dove abitano acque basse (anche lagune di atolli) fino a 45 metri di profondità.

## Descrizione
I Zebrasoma presentano un corpo ovaloide, molto compresso ai fianchi, con muso prolungato, stretto e lungo, con il quale si procurano il cibo tra le cavità di rocce e coralli. Le pinne pettorali sono ampie, la coda è a delta. La pinna dorsale e quella anale sono ampie e tondeggianti. La livrea, molto diversa tra le specie, è solitamente molto vistosa e colorata. 

Le dimensioni si attestano tra i 20 e i 40 cm, secondo la specie.

## Alimentazione

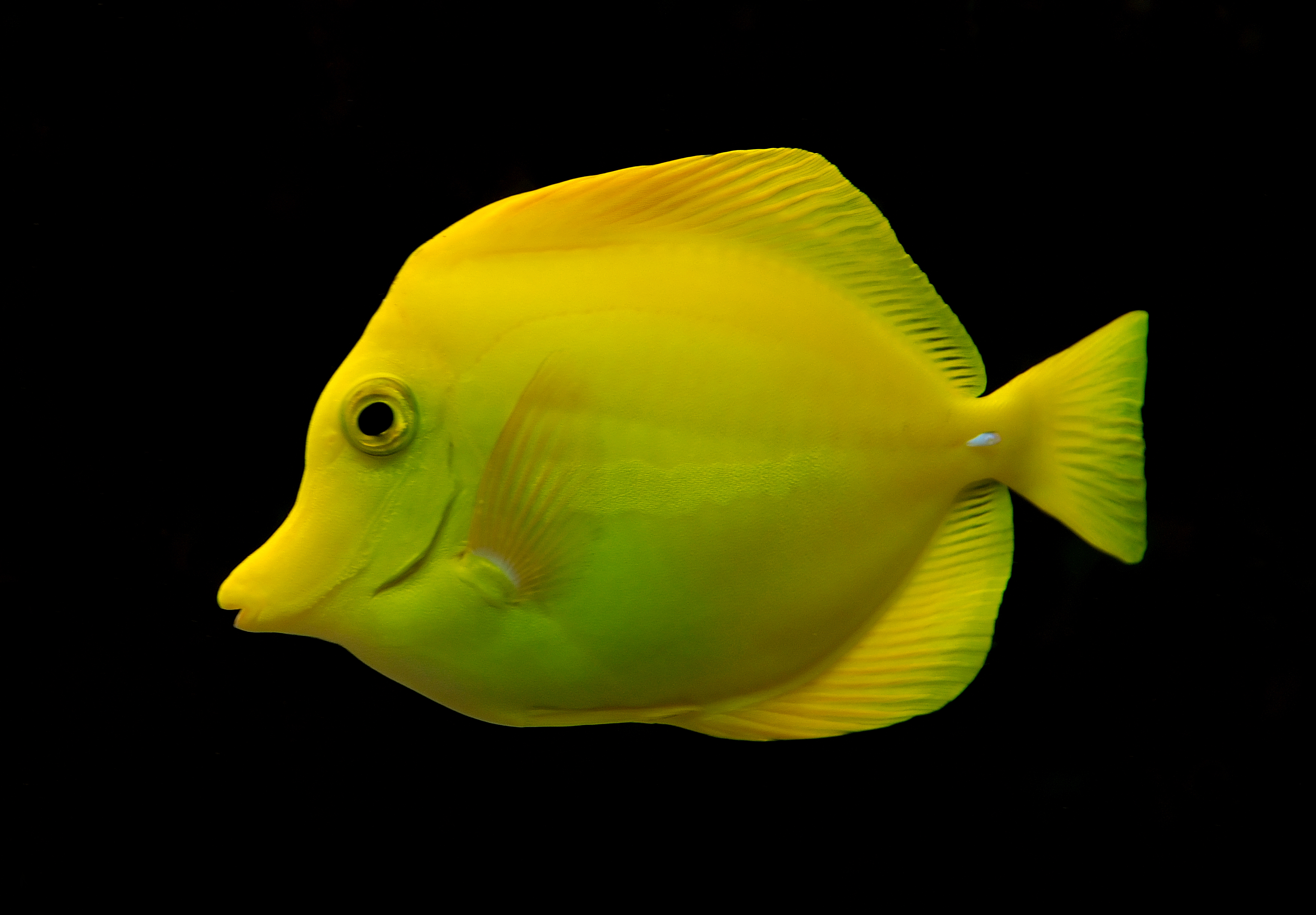
Zebrasoma flavescens

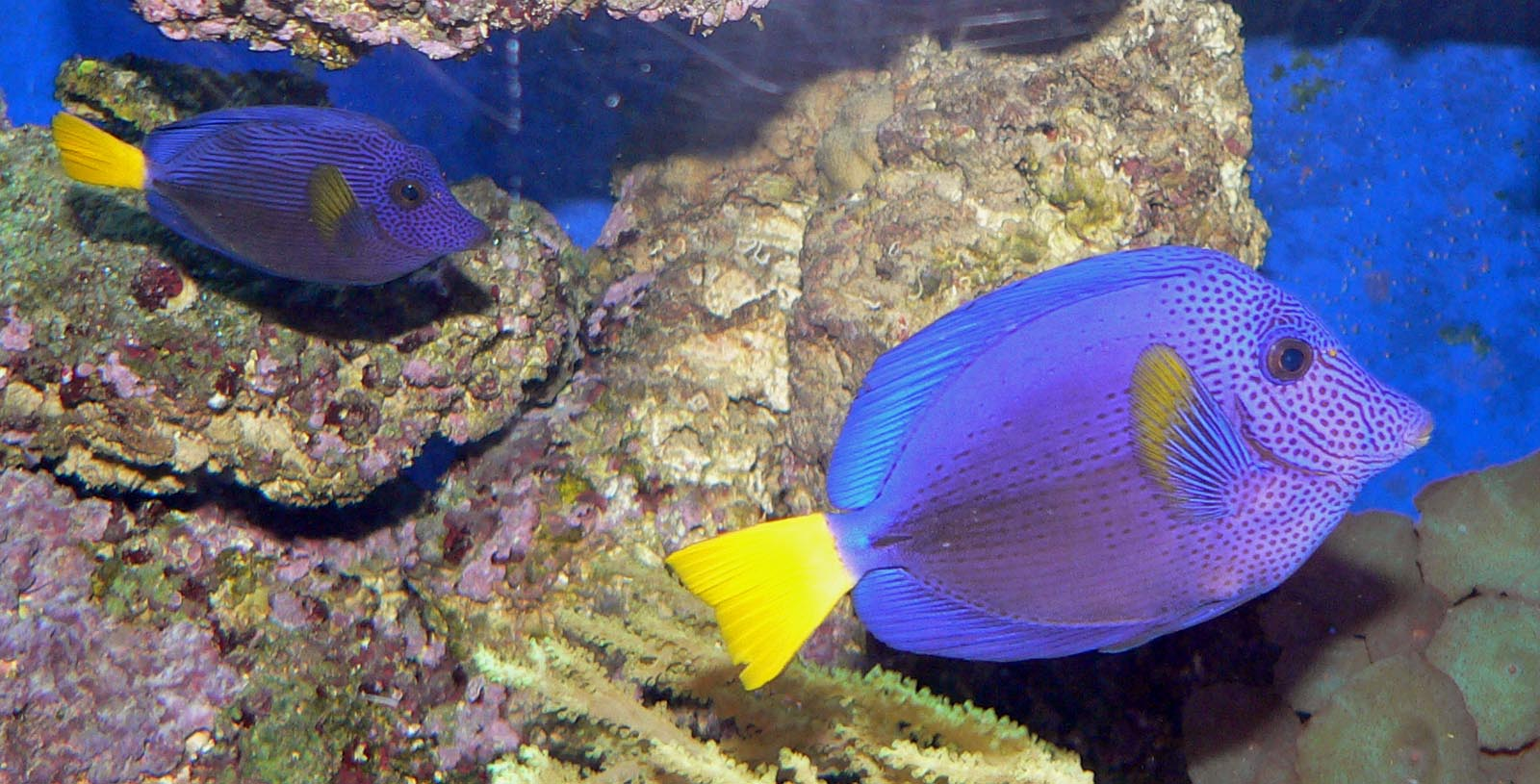
Zebrasoma xanthurum

Si nutrono di alghe.

## Acquariofilia
Alcune specie sono ben diffuse in acquario e molto apprezzate dagli acquariofili.

## Specie
Al genere appartengono 7 specie:
- Zebrasoma desjardinii (Bennett, 1836)
- Zebrasoma flavescens (Bennett, 1828)
- Zebrasoma gemmatum (Valenciennes, 1835)
- Zebrasoma rostratum (Günther, 1875)
- Zebrasoma scopas (Cuvier, 1829)
- Zebrasoma velifer (Bloch, 1795)
- Zebrasoma xanthurum (Blyth, 1852)